# Universität Tōhoku
Die Universität Tōhoku (japanisch 東北大学, Tōhoku Daigaku, auch abgekürzt als 東北大, Tōhoku dai) befindet sich in Sendai, in der Präfektur Miyagi und ist eine der angesehensten staatlichen Universitäten in Japan. Es gibt 10 Fakultäten und über 16.000 Studenten (Stand 2015).
1907 wurde die Kaiserliche Universität Tōhoku (東北帝国大学, Tōhoku Teikoku Daigaku) als eine der Neun kaiserlichen Universitäten gegründet. Zum Gründungszeitpunkt gab es die Studienbereiche Agrarwirtschaft, Naturwissenschaften und Medizin. Im Jahre 1918 wurde der Bereich der Agrarwirtschaft zur Universität Hokkaidō verselbständigt und in den Jahren 1919 und 1922 kamen die Bereiche Literatur, Recht und Ingenieurwesen hinzu. In den folgenden Jahren kamen die Bereiche Pädagogik (1949), Zahnmedizin (1965) und Pharmazeutik (1972) hinzu.
In den technischen Laboratorien der Universität haben (beginnend 1924) Professor Yagi Hidetsugu und sein Assistent Uda Shintarō die erste richtungsempfindliche Antenne (Yagi-Uda-Antenne) entwickelt. Diese Neuerung hatte weitreichende Auswirkungen auf den Amateurfunk, die Radartechnik sowie auf den Radio- und Fernseh-Rundfunk.
In den Jahren 1936 bis 1941 lehrte an der Kaiserlichen Universität der aus Deutschland geflüchtete jüdische Philosoph Karl Löwith, bis er auch von hier vertrieben wurde und 1941 in die USA ging.
Zu den Absolventen der Universität gehört Kōichi Tanaka, der 2002 den Nobelpreis für Chemie erhielt.

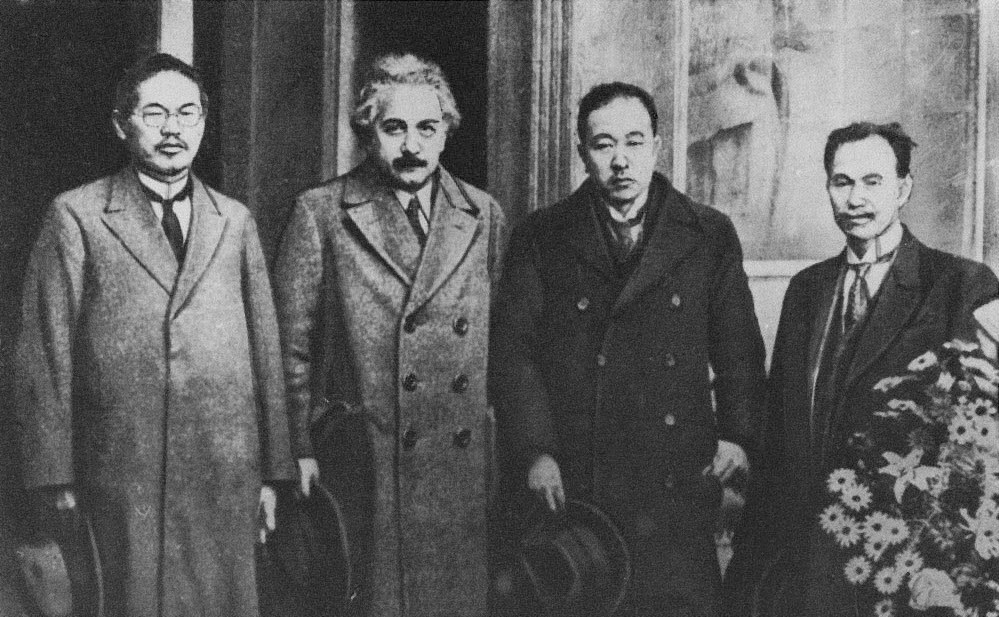
Albert Einstein besuchte 1922 die Kaiserliche Universität Tōhoku
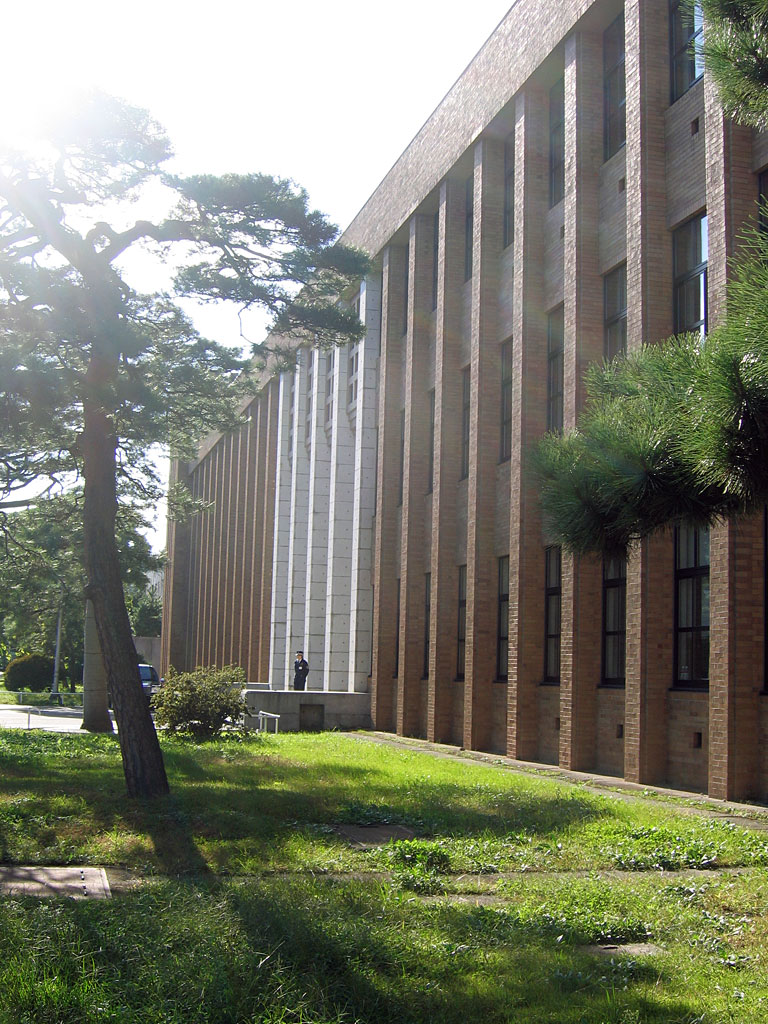
Verwaltungsgebäude
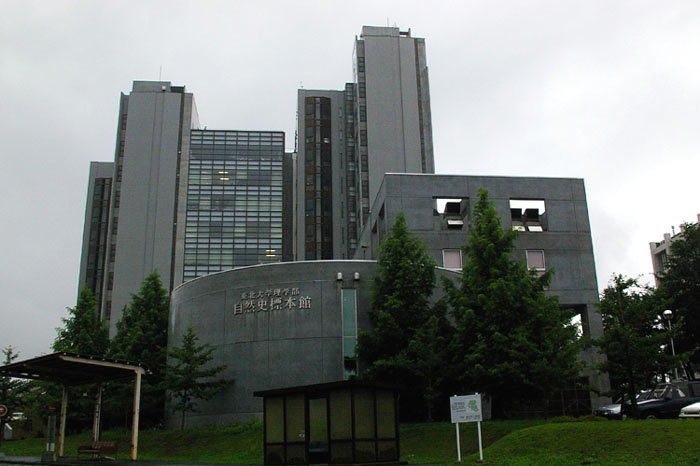
Graduate school of science
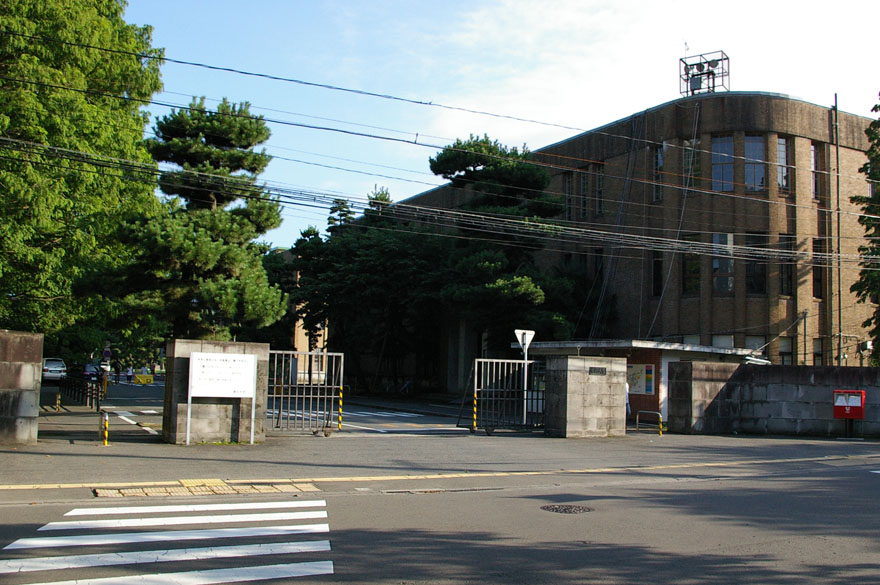
Katahira-Nordeingang